# 東方怪綺談 ～ Mystic Square.

怪綺談标题画面

《东方怪绮谈 ～ Mystic Square.》是日本遊戲開發者ZUN製作的彈幕射擊遊戲，是东方Project的第五部作品，也是该系列在PC-98平台的最后一作。

## 概要
这是东方Project的第五部作品，是该系列在PC-98平台的最后一部作品，发布于Comic Market55，依然为弹幕射击游戏，基本和后来的windows平台的系统无太大差别。
除外，出于纪念的原因，本作以重编的方式将前四作所使用过和未被使用的音乐也一并收录于本作的音乐屋中。

## 故事
幻想乡发生了异常，大量恶魔从山上涌出，博丽灵梦和她的同伴决定一探究竟这次异常的源头……

## 游戏系统

《東方怪綺談》遊戲畫面，其操作方式和後續作品已無太大區別。

虽然受限于PC-98的硬件性能，但基本与Windows平台的系统无异。对玩家的操作有更明确的奖罚，如更为合理的计分系统，对在高位收集“点”道具给予奖励或过度使用炸弹的惩罚。

## 登场角色

### 已登场自机
博丽灵梦
雾雨魔理沙
魅魔
幽香

### 沙罗
，Sara
種族：魔界人
登場：
- 『怪綺談』第1关卡头目

住處：
能力：
別名：
- （『怪綺談』）
- （『怪綺談』）

主題曲：
- 魔法陣 〜 Magic Square（『怪綺談』）

第1关卡头目，博丽神社后山传说中通往魔界的洞口的守门者。工作就是阻止主角们进入魔界。

### 露伊兹
，Luize
種族：魔界人
登場：
- 『怪綺談』第2关卡头目

住處：
能力：
別名：
- （『怪綺談』）
- （『怪綺談』）

主題曲：
- 霊天 〜 Spiritual Heaven（『怪綺談』）

第2关卡头目，想去人类世界的恶魔之一，虽然口里说"不是"……

### 爱丽丝
，Alice
種族：魔法使
登場：
- 『怪綺談』第3关卡头目，Extra关卡头目

住處：魔界
能力：
- 操纵魔法的能力
- 操纵人偶的能力

別名：
- （『怪綺談』）
- 　死の少女（『怪绮谈』第3关卡）
-  （『怪綺談』Extra关卡）

主題曲：
- プラスチックマインド（『怪綺談』）
- the Grimoire of Alice（『怪綺談』）

在魔界的魔法使，玩家在魔界的黑暗城市遇见其并与其战斗起来，擅长使用人偶战斗，第3关卡使用人偶战斗，而Extra关卡就使用手上记述着究极魔法的魔导书和玩家战斗。
被认为与Windows平台的爱丽丝·玛格特洛伊德为同一人。神綺的女兒。

### 雪，舞
, Yuki , Mai
種族：魔法使
登場：
- 『怪綺談』第4关卡头目

住處：
能力：
別名：
- （『怪綺談』共有）
- （『怪綺談』雪）
- （『怪綺談』雪）
- （『怪綺談』舞）
- （『怪綺談』舞）

主題曲：
- 禁断の魔法 〜 Forbidden Magic（『怪綺談』共同出场时）
- 真紅の少女 〜 Crimson Dead!!（『怪綺談』雪）
- 裏切りの少女 〜 Judas Kiss（『怪綺談』舞）

第4关卡头目，一对魔法使组合，雪为黑帽黑衣服的，舞为白衣并有一对天使般的白翅膀，如果舞先被击败会非常愤怒，雪说会全力以赴击败玩家的。而雪先被击败的话，舞会一改之前平静和摆架子的样子，变得认真起来（因为碍事的雪不再了），并且翅膀会张大。

### 梦子
種族：魔界人
登場：
- 『怪綺談』第5关卡头目

住處：
能力：
別名：
- （『怪綺談』）
- （『怪綺談』）

主題曲：
- 悲しき人形 〜 Doll of Misery（『怪綺談』）

第5关卡头目，神绮的手下，神绮提过其是其手下最强之一，使用剑或匕首进行攻击。

### 神綺
，Shinki
種族：神
登場：
- 『怪綺談』最終頭目

住處：魔界
能力：
別名：
- （『怪綺談』）
- （『怪綺談』）

主題曲：
- （『怪綺談』）

魔界的創造主，即是魔界之神，魔界的一切皆是由她創造的。對於在魔界肆意破壞的人，會予以罪罰性的攻擊。『怪綺談』作中，戰鬥時會生出三對翅膀，並會隨著體力減少由白色轉為紫色。長髮的一大節被紮起捲往一側的頭髮（呆毛）是其特徵。作为本次异变的原因是因为其批准了魔界的恶魔去人间旅行而做成。

## 关卡流程
| 关卡        | 关卡名称                          | 次头目          | 头目   |
| ----------- | --------------------------------- | --------------- | ------ |
| STAGE 1     | 万物神気 〜 Materialization       | 第1关卡次头目   | 沙罗   |
| STAGE 2     | 魔空間 〜 Border Space            | 第2关卡次头目   | 露伊兹 |
| STAGE 3     | 魔界 〜 Devil's World             | 第3关卡次头目   | 爱丽丝 |
| STAGE 4     | 凍てつく世界で 〜 Ice Dream       | 第4关卡次头目   | 雪，舞 |
| STAGE 5     | 最後の審判 〜 Judgement Day       | 第5关卡次头目   | 梦子   |
| FINAL STAGE | 神戦 〜 Dream Battle              | 不適用          | 神绮   |
| EXTRA STAGE | 絵本のとびら開いて 〜 Open Sesami | EXTRA关卡次头目 | 爱丽丝 |

注意：
第四关卡为双头目同时进攻，如果先击倒其中一个，另一个会恢复全部体力并重新开战

## 音乐
1. （译名：怪綺談　～ Mystic Square ） - 标题曲
2. （译名：高速夢想 ） - 第1关卡BGM
3. （译名：魔法陣　～ Magic Square ） - 第1关卡头目（沙罗）BGM
4. （译名：夢想時空 ） - 第2关卡BGM
5. （译名：靈天　～神聖天堂 ） - 第2关卡头目（露伊兹）BGM
6. （译名：冒險的孩子們[4]） - 第3关卡BGM
7. （译名：雕塑的心靈 ） - 第3关卡头目（爱丽丝）BGM1
8. （译名：Maple Wise ） - 第4关卡BGM
9. （译名： 禁斷之魔法　～Forbidden Magic） - 第4关卡头目前半段BGM
10. （译名：鮮紅的少女　～緋之死 ） - 第4关卡头目（雪）后半段BGM
11. （译名：背叛的少女　～猶大之吻 ） - 第4关卡头目（舞）后半段BGM
12. （译名：最後的審判 ） - 第5关卡BGM
13. （译名：悲苦的人形　～ Doll of Misery ） - 第5关卡头目（梦子）BGM
14. （译名：世界末日　～ World's End ） -第6关卡BGM
15. （译名：神話幻想　～永遠的存在 ） - 第6关卡头目（神绮）BGM
16. （译名：愛麗絲夢遊仙境 ） - Extra关卡BGM
17. （译名：愛麗絲的魔法書 ） - Extra关卡头目（爱丽丝）BGM2
18. （译名：神社 ） - 不完美结局BGM
19. （译名：Endless ） - 完美结局BGM1
20. （译名：久遠的樂園 ） - 完美结局BGM2
21. （译名：神秘的夢 ） - 制作人员名单BGM
22. （译名：Peaceful Romancer ） - Extra结局BGM
23. （译名：魂的休息地 ） - 登记玩家名称BGM

收录于音乐专辑「幺乐团的历史 ～ Akyu's Untouched Score vol.2」 

## 附注
1. 1 2 3 4 5 6 7  『怪綺談』のExtraエンディングでは、『靈異伝』から『怪綺談』までの5作品に登場するオールキャストの名前と二つ名が英字で表記されている。ただし『靈異伝』からは靈夢のみ。『封魔録』以降でも、玄爺と名無しのボスキャラクターは表記されていない。
2. ↑  在東方妖妖夢 ～ Perfect Cherry Blossom.指为先天魔法使，但在“求闻史纪”指其原来为人类，是后天修炼成的魔法使
3. ↑  PC-98版では姓がなく、Windows版とは服装が異なっている。『妖々夢』のアリスについて、ZUNは .   [2005-04-08]. （原始内容存档于2005-04-08）. で「東方怪綺談（シリーズ第5弾）でも3面ボス」「霊夢達と3戦目」「（『怪綺談』のアリスと）一応、同一人物ですが、ストーリー的には一切関係ありません」と発言している。
4. ↑  依照19世紀出版的 Alice In Wonderland 當時的翻譯，「Romantic」應該被翻譯為「因為冒險而感到興奮」」